# Роллинз, Сонни
Теодор Уолтер «Сонни» Роллинз (англ. Theodore Walter "Sonny" Rollins), известен также под прозвищами «Newk» , «Колосс» (англ. Colossus) и «Дядюшка Дон» (англ. Uncle Don) — американский джазовый музыкант, саксофонист, композитор, бэндлидер. Нередко называется одним из самых важных и влиятельных музыкантов в истории джаза. Игра Сонни Роллинза отличается богатым, насыщенным тоном, эмоциональной глубиной исполнения и изобретательным сочетанием мелодии, гармонии и ритма.

## Биография
Сонни Роллинз родился в 1930 году в Гарлеме, в семье выходцев с Виргинских островов. Он рос неподалёку от театра «Аполло» и концертного зала Savoy Ballroom. Начал осваивать музыкальные инструменты с ксилофона. После раннего знакомства с творчеством Фэтса Уоллера и Луи Армстронга, и особенно под влиянием Луи Джоржана в 13 лет приступил к изучению альт-саксофона. По окончании средней школы, приступил к обучению в Высшей школе Бенджамина Франклина, и там, в 16-летнем возрасте, пытаясь подражать Коулмену Хоукинсу, окончательно переключился на тенор-саксофон. С этого момента, по словам музыканта, музыка была единственным для него, что имело значение. «Всё, что я хотел, это дудеть в свою трубу и делать это лучше.» Бывало, что он занимался по 16 часов в день. Во время обучения в школе он играл в джаз-бэнде с будущими звёздами джаза саксофонистом Джеки МакЛином, пианистом Кенни Дрю и барабанщиком Артом Тейлором. Впервые записался в 1949 году с певцом Бабсом Гонсалезом, тромбонистом Джей Джей Джонсоном, трубачом Майлзом Дэвисом и пианистом Бадом Пауэллом. Эта работа положила начало целому стилю в джазовой музыке: хард-боп. В то время Сонни Роллинз находился под влиянием Чарли Паркера и вскоре его заметил пианист Телониус Монк, взявший под крыло молодого саксофониста и ставший его духовным наставником.
В ранние 1950-е годы молодой музыкант имел уже очень твёрдую репутацию, благодаря своим работам с грандами джаза того времени: Майлзом Дэвисом, Телониусом Монком, а также с Modern Jazz Quartet. Но настоящий прорыв произошёл в 1954 году, когда Сонни Роллинз с квинтетом Майлза Дэвиса записал свои известнейшие композиции, ставшие джазовыми стандартами: «Oleo», «Airegin» и«Doxy». Он ненадолго присоединился к квинтету, но вскоре его оставил из-за проблем с наркотиками.
Ещё в 1950 году Сонни Роллинз был приговорён к трём годам лишения свободы за вооружённое ограбление. Отбыв в заключении 10 месяцев был условно-досрочно освобождён. В 1952 году нарушил условия освобождения, будучи взят с героином. В 1955 году был вынужден пройти курс лечения от зависимости в тогда ещё единственном центре в США в Лексингтоне, причём добровольно участвовал в первых опытах лечения зависимости метадоном. После курса лечения в 1955 году переехал в Чикаго. В конце года присоединился к квинтету Клиффорда Брауна - Макса Роуча, записав с ним два альбома. После смерти Брауна в 1956 году, Сонни Роллинз продолжил работу с Роучем, и записал несколько собственных альбомов.
Его широко известный альбом Saxophone Colossus, после которого саксофонист получил ещё одно прозвище, был записан 22 июня 1956 года вместе с пианистом Томми Флэнэгеном, басистом Дугом Уоткинсом и Максом Роучем на барабанах. На альбоме содержалась самая известная композиция Роллинза «St. Thomas», а также композиция «Strode Rode» и «Moritat» (версия Mack the Knife)
В 1959 джазовый критик Гюнтер Шуллер удостоил высшей похвалы игру Роллинза на композиции «Blue 7» из альбома «Saxophone Colossus». Шуллер увидел способности Роллинза разбивать мелодическую тему на элементы орнамента и работать в каждом элементе узора с полной самоотдачей как композитора, — вместо обычной джазовой методологии использования аккордовых последовательностей.
В 1957 году Сонни Роллинз стал пионером, выпустив несколько альбомов в составе трио саксофон — контрабас — ударные, без фортепиано, что было в новинку для того времени. В дальнейшей своей карьере Сонни Роллинз время от времени продолжал записываться в составе такого трио, где нередко во время соло ударных или контрабаса, Сонни Роллинз играл на саксофоне ритм-секцию. Также, в 1957 году был выпущен первый альбом в линейке альбомов Сонни Роллинза, где он играл один, без всякого аккомпанемента. В 1956-1958 годах Сонни Роллинз расценивался как самый талантливый и инновационный тенор-саксофонист в джазе.
В 1959 году музыкант отошёл от активной деятельности. Как он объясняет сам:
Я был очень известен и в то время я чувствовал, что мне нужно освежить своё ремесло в разных аспектах. Я чувствовал что на меня валится слишком много и слишком быстро, так что я сказал себе: «Подожди минуту. Я собираюсь идти своим путём. Я не собирался дать людям сбить меня с этого пути, так, что я мог упасть. Я хотел собраться. Я практиковался на мосту, на Вильямсбургском мосту потому что я жил тогда в Нижнем Ист-Сайде
Оригинальный текст (англ.)I was getting very famous at the time and I felt I needed to brush up on various aspects of my craft. I felt I was getting too much, too soon, so I said, wait a minute, I’m going to do it my way. I wasn’t going to let people push me out there, so I could fall down. I wanted to get myself together, on my own. I used to practice on the Bridge, the Williamsburg Bridge because I was living on the Lower East Side at the time
Игра на мосту Сонни Роллинза послужила в 1990 году прототипом эпизода Moaning Lisa в мультсериале Симпсоны, где Лиза встретила джазмена Мерфи Кровавые Дёсны, играющего на мосту. 

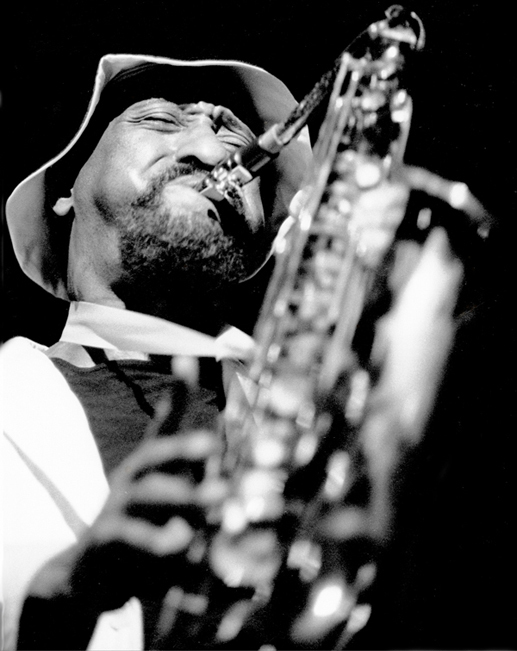

В конце 1961 года Сонни Роллинз вернулся в музыку, подписал контракт с RCA и в 1962 году вместе с гитаристом Джимом Халлом, барабанщиком Беном Райли и басистом Бобом Крэншоу, записал один из своих самых известных и самый продаваемый альбом The Bridge. После этого альбома музыкант выпустил целый ряд как студийных, так и концертных записей, постоянно экспериментируя с музыкой: так, альбом What's New основан на латинской музыке, Our Man in Jazz стал авангардным, Now’s the Time — это сборник сыгранных музыкантом джазовых стандартов, которые сами стали стандартами, и другие. В 1966 году Сонни Роллинз написал саундтрек к фильму Элфи, получивший Оскар за лучшую музыку к фильму и вышедший затем отдельной пластинкой. В 1970 году Сонни Роллинз снова ушёл в отпуск. Увлекшись восточными религиями, он путешествовал по Японии, некоторое время провёл в монастыре в Индии (где увлёкся йогой и ежедневно с тех пор уделяет ей внимание) и вернулся на сцену лишь в 1972 году. С этого времени и вплоть до 2011 года Сонни Роллинз записал множество альбомов, причём в разных стилях. Вернувшись из второго отпуска, он увлёкся такими направлениями, как ритм-н-блюз, фанк и поп, выпустив несколько альбомов с использованием электронных инструментов. Вместе с тем, им выпущены альбомы от исполненных большими джазовыми группам «всех звёзд» до своих сольных работ. В 1981 году записался (хотя и без упоминания на альбоме) в трёх песнях группы The Rolling Stones на альбоме Tattoo You. В 1986 году о Сонни Роллинзе был снят документальный фильм Saxophone Colossus.
Сонни Роллинз — трёхкратный обладатель премии «Грэмми»: за лучший джазовый альбом 2000 года This Is What I Do (2001), за лучшее инструментальное джазовое соло 2005 года Without a Song: The 9/11 Concert (2006) , и премии за жизненные достижения (2004)

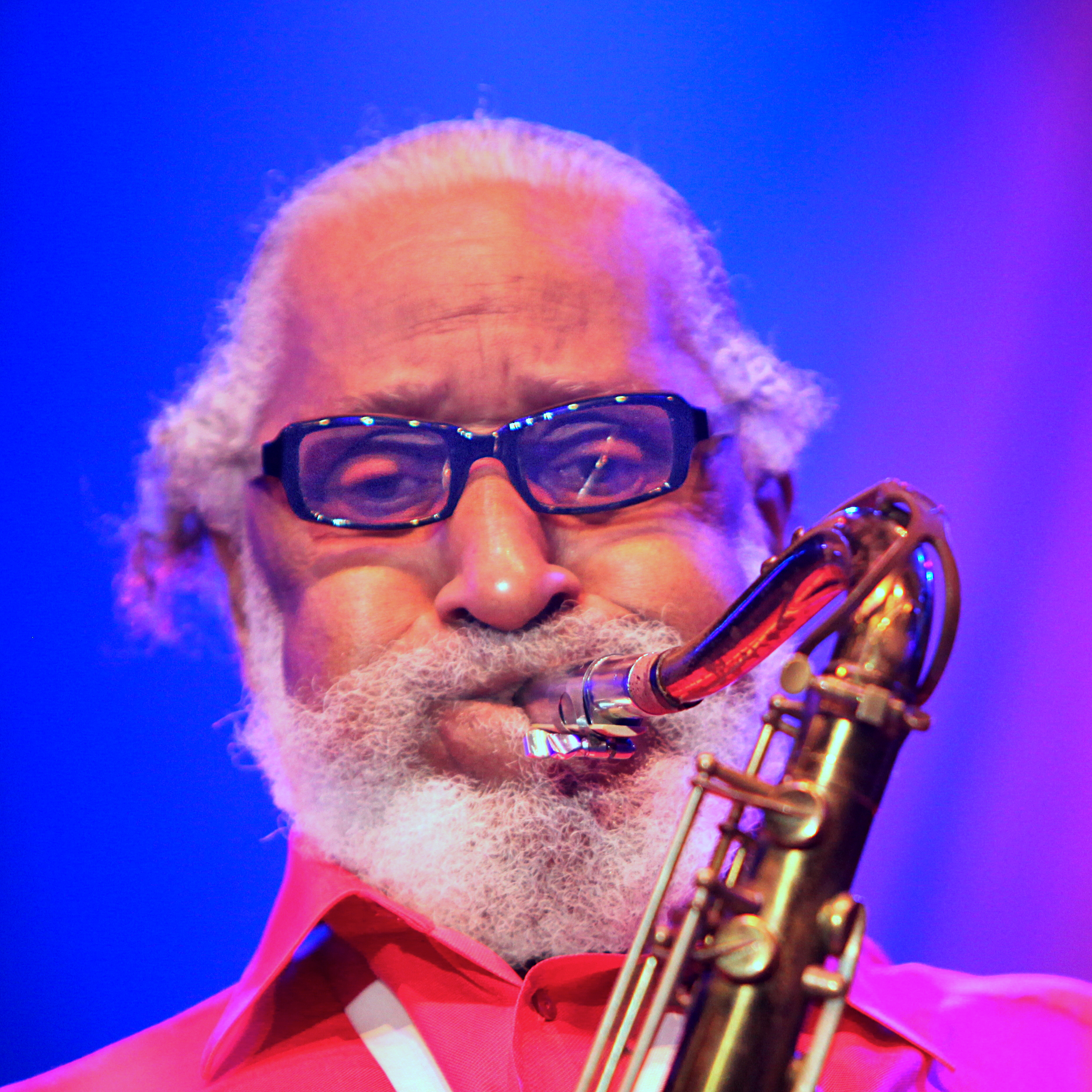
Сонни Роллинз в 2009 году

C 2006 года является владельцем собственной звукозаписывающей компании Doxy Records, на которой и записал свой первый с 2000 года студийный альбом. С 2011 года вновь находится в отпуске, обещая выпустить новый альбом в 2015 году.
С 2010 года является членом Американской Академии Наук и Искусств 
С 1965 года был женат; его жена Люсиль была одновременно и его бизнес-партнёром с позиций организации концертов, записей и т.п.. Сонни Роллинз овдовел в 2004 году.
Живёт в Джермантауне, штат Нью-Йорк.

## Стиль
«Он никогда не создаёт того впечатления, что его импровизация — это результат механического или математического процесса, базирующегося на сочетании аккордов, вместо этого следуя своему мелодическому вдохновению на протяжении импровизации. В пьесе „Freedom Suite“ он играет разнообразные темы до тех пор, пока до слушателя не доходит — поначалу медленно, а затем быстрее —, что они взаимосвязаны. Такое внимание к мелодической структуре импровизации, как и к гармонической, сделало Роллинза одним из наиболее знаменитых джазовых импровизаторов».
Харуки Мураками включил Сонни Роллинза во вторую книгу Джазовых портретов, сказав что «Есть несколько причин, по которым меня привлекает Сонни Роллинз. Одна — это удивительная открытость при исполнении стандартных, обычных на первый взгляд вещей, делающая его неподражаемым. Незаметно войдя в лоно мелодии, Роллинз сперва не спеша раскрывает её содержимое и лишь затем перекраивает на свой лад, как бы заводя пружину заново. Оставляя нетронутой внешнюю структуру, он прибегает к текстовым перестановкам внутри композиции. Я не перестаю восхищаться непредсказуемостью Роллинза».

## Дискография

### Как лидер

#### Студийные альбомы
| Год  | Альбом                                                  | Лейбл        |
| ---- | ------------------------------------------------------- | ------------ |
| 1953 | Sonny Rollins with the Modern Jazz Quartet              | Prestige     |
| 1954 | Moving Out                                              | Prestige     |
| 1955 | Work Time                                               | Prestige     |
| 1956 | Sonny Rollins Plus 4                                    | Prestige     |
| 1956 | Tenor Madness                                           | Prestige     |
| 1956 | Saxophone Colossus                                      | Prestige     |
| 1956 | Rollins Plays for Bird                                  | Prestige     |
| 1956 | Tour de Force                                           | Prestige     |
| 1956 | Sonny Boy                                               | Prestige     |
| 1957 | Sonny Rollins, Vol. 1                                   | Blue Note    |
| 1957 | Way Out West                                            | Contemporary |
| 1957 | Sonny Rollins, Vol. 2]                                  | Blue Note    |
| 1957 | The Sound of Sonny                                      | Riverside    |
| 1957 | Newk's Time                                             | Blue Note    |
| 1957 | Sonny Rollins Plays / Thad Jones Plays                  | Period       |
| 1958 | Freedom Suite                                           | Riverside    |
| 1958 | Sonny Rollins and the Big Brass                         | MetroJazz    |
| 1958 | Brass / Trio перевыпуск Sonny Rollins and the Big Brass | Verve        |
| 1958 | Sonny Rollins and the Contemporary Leaders              | Contemporary |
| 1959 | At Music Inn (совмещённый LP с Тедди Эдвардсом)         | MetroJazz    |
| 1959 | Oleo                                                    | Old Style    |
| 1962 | The Bridge                                              | RCA Victor   |
| 1962 | What's New?                                             | RCA Victor   |
| 1962 | Our Man in Jazz                                         | RCA Victor   |
| 1963 | Sonny Meets Hawk!                                       | RCA Victor   |
| 1964 | Now's the Time                                          | RCA Victor   |
| 1964 | The Standard Sonny Rollins                              | RCA Victor   |
| 1965 | Sonny Rollins on Impulse!                               | Impulse!     |
| 1966 | Alfie                                                   | Impulse!     |
| 1966 | East Broadway Run Down                                  | Impulse!     |
| 1972 | Next Album                                              | Milestone    |
| 1973 | Horn Culture                                            | Milestone    |
| 1975 | Nucleus                                                 | Milestone    |
| 1976 | The Way I Feel                                          | Milestone    |
| 1977 | Easy Living                                             | Milestone    |
| 1979 | Don't Ask                                               | Milestone    |
| 1980 | Love at First Sight                                     | Milestone    |
| 1981 | No Problem                                              | Milestone    |
| 1982 | Reel Life                                               | Milestone    |
| 1984 | Sunny Days, Starry Nights                               | Milestone    |
| 1985 | The Solo Album                                          | Milestone    |
| 1987 | Dancing in the Dark                                     | Milestone    |
| 1989 | Falling in Love with Jazz                               | Milestone    |
| 1991 | Here's to the People                                    | Milestone    |
| 1993 | Old Flames                                              | Milestone    |
| 1996 | Sonny Rollins + 3                                       | Milestone    |
| 1998 | Global Warming                                          | Milestone    |
| 2000 | This Is What I Do                                       | Milestone    |
| 2006 | Sonny, Please                                           | Emarcy       |

#### Концертные записи
| 1957 | A Night at the Village Vanguard  | Blue Note      |
| 1965 | There Will Never Be Another You  | Impulse!       |
| 1973 | Sonny Rollins in Japan           | Victor (Japan) |
| 1974 | The Cutting Edge                 | Milestone      |
| 1978 | Don't Stop the Carnival          | Milestone      |
| 1986 | G-Man                            | Milestone      |
| 2001 | Without a Song: The 9/11 Concert | Milestone      |
| 2008 | Road Shows, Vol. 1               | Emarcy         |
| 2011 | Road Shows, Vol. 2               | Emarcy         |
| 2014 | Road Shows, Vol. 3               | Okeh           |

### Как приглашённый музыкант
| Лидер               | Альбом                                        | Год  |
| ------------------- | --------------------------------------------- | ---- |
| Майлс Дэвис         | Miles Davis and Horns                         | 1951 |
| Майлс Дэвис         | Dig                                           | 1951 |
| Майлс Дэвис         | Collectors' Items                             | 1953 |
| Майлс Дэвис         | Bags' Groove                                  | 1954 |
| Кенни Дорхэм        | Jazz Contrasts                                | 1957 |
| Арт Фармер          | Early Art                                     | 1954 |
| Диззи Гиллеспи      | Duets                                         | 1957 |
| Диззи Гиллеспи      | Sonny Side Up                                 | 1957 |
| Бабс Гонсалез       | Weird Lullaby                                 | 1949 |
| Эрни Анри           | Last Chorus                                   | 1956 |
| Джей Джей Джонсон   | Mad Be-Bop                                    | 1949 |
| Джей Джей Джонсон   | J. J. Johnson's Jazz Quintets                 | 1949 |
| Джей Джей Джонсон   | Trombone By Three                             | 1949 |
| Эбби Линкольн       | That's Him!                                   | 1957 |
| Modern Jazz Quartet | The Modern Jazz Quartet at Music Inn Volume 2 | 1958 |
| Телониус Монк       | Thelonious Monk and Sonny Rollins             | 1953 |
| Телониус Монк       | Monk                                          | 1954 |
| Телониус Монк       | Brilliant Corners                             | 1957 |
| Фэтс Наварро        | The Fabulous Fats Navarro                     | 1949 |
| Бад Пауэлл          | The Amazing Bud Powell                        | 1949 |
| Макс Роуч           | Clifford Brown and Max Roach at Basin Street  | 1956 |
| Макс Роуч           | Max Roach + 4                                 | 1956 |
| Макс Роуч           | Jazz in ¾ Time                                | 1957 |
| The Rolling Stones  | Tattoo You                                    | 1981 |
| Маккой Тайнер       | Milestone Jazzstars in Concert                | 1978 |

## Награды
- 1973: введён в Зал славы джаза по версии журнала Down Beat
- 2001: Премия Грэмми в номинации «За жизненные достижения»
- 2004: Премия Грэмми в номинации «Лучший джазовый альбом»
- 2005: Премия Грэмми в номинации «Лучшее джазовое соло»
- 2006: Лучший джазовый музыкант года [8]
- 2007: Polar Music Prize
- 2009: Австрийский почётный знак «За науку и искусство»
- 2010: Национальная медаль США в области искусств
- 2010: Премия Майлза Дэвиса Монреальского международного джазового фестиваля
- 2011: Премия Центра Кеннеди

## Комментарии
1. ↑  Прозвище произошло от известного игрока футбольной команды Brooklyn Dodgers, питчера Дона Ньюкомба, на которого Сонни Роллинз был похож внешне
2. ↑  11 сентября 2001 года Сонни Роллинз наблюдал из своего окна разрушение Всемирного торгового центра в результате теракта и был вынужден эвакуироваться из квартиры, захватив с собой только саксофон. Пятью днями позже он уехал в Бостон, где дал концерт в колледже Беркли. Запись того концерта и вышла в 2005 году, завоевав Грэмми 2006 года